# Madison Jeffries
Madison Jeffries è un personaggio dei fumetti creato da John Byrne (testi e disegni), pubblicato dalla Marvel Comics. Apparso per la prima volta sulle pagine di Alpha Flight n. 16 (novembre 1984), è fra i pochi mutanti ad aver mantenuto i poteri dopo la decimazione.

## Biografia del personaggio

### Origini
Arruolatosi assieme al fratello Lionel nelle forze armate dirette in Vietnam, Madison non utilizzò i propri poteri sul campo di battaglia affidandosi solamente all'addestramento. Dal canto suo Lionel curò i feriti riplasmandone la struttura biologica e decidendo infine di far rivivere i soldati deceduti in battaglia. L'operazione, benché riuscita con esiti grotteschi, lo portò alla follia e costrinse Madison a rinchiuderlo in un ospedale psichiatrico di Montreal prima di lasciare il servizio. Mentre era in cura in una clinica incontrò Roger Bochs al quale diede una mano nel completamento del robot Box, notato in seguito da James Hudson che li reclutò nel programma Alpha Flight. Dislocato presso Gamma Flight, Madison intrecciò una relazione con Diamond Lil durata fino allo smantellamento del Dipartimento H, erogatore dei fondi dei programmi Flight.
Mentre Madison continuava la sua nuova vita, Bochs e Diamond Lil furono reclutate da Jerome Jaxon fra le file degli Omega Flight con l'obiettivo di uccidere sia James Hudson che Alpha Flight. Rimasto però fedele a Guardian, Bochs cede il proprio robot a Jaxon che viene attraversato da numerose e letali scariche elettriche dall'elemetto durante lo scontro con Alpha Flight. Contemporaneamente, l'uniforme di Guardian costocircuita facendolo smarrire nel continuum spazio-tempo. Ritornato alla base, Bochs recluta Madison per riparare il robot e vendicarsi di Omega Flight: i due utilizzano un "metallo vivente" che permetta di interfacciarsi fisicamente con la macchina. Indossata l'uniforme, Bochs si unisce ad Alpha Flight solo per donarla all'anima scorporata di Sasquatch. Riapparso improvvisamente, Guardian guidò Alpha Flight in un'imboscata e li costrinse a scontrarsi con Omega Flight fino a quando l'intervento di Madison non lo smascherò. Dopo un furioso combattimento ed il confronto con Diamond Lil, Omega Flight venne consegnata alle autorità.

### Alpha Flight
Utilizzando i laboratori di Alpha Flight, Madison e Bochs ricostruirono l'uniforme di Guardian mentre Heather Hudson, moglie di James, scoprì l'esistenza di Lionel ed il suo ricovero in un istituto mentale. Ormai convinta che il marito fosse morto e con in mente l'idea di utilizzare i suoi poteri per farlo tornare in vita, Heather lo liberò costringendo Madison ad intervenire quando la situazione si fece pericolosa: forzato a rivolgere i suoi poteri contro se stesso, Lionel curò parzialmente i suoi disordini mentali. Deciso a non scendere in campo, Madison rimase a capo del reparto tecnologico fornendo nuovi supporti tecnologici fino a quando fu rapito da Persuasion, figlia dell'Uomo Porpora, della quale diventò un surrogato di figura paterna quando questa si unì al team. Divenuto direttore della clinica New Life, utilizzata come centro riabilitativo per i membri del gruppo, Lionel cominciò nuovamente a mostrare in privato segni di squilibrio. Divenuto sospettoso dopo che il fratello era riuscito a plasmare il grasso corporeo e alcuni frammenti di ossa di Bochs in un paio di gambe nuove, mentre non era riuscito a curare l'insolita malattia di Northstar e a ridare un corpo a Sasquatch (ora ospitato dentro quello della deceduta Snowbird), Madison ricevette conferma dubbi quando le gambe di Bochs marcirono (poiché appartenute ad un cadavere e non realmente create dal suo corpo) e tentò di uccidere Sasquatch, ex di Aurora sua attuale compagna. Temendo che Madison volesse rubargli il robot-uniforme, Bochs l'indossò solo per venire sconfitto e condotto alla clinica dove Lionel si fuse con lui per dare vita ad Omega. Deciso a prendersi la sua vendetta, devastò Alpha Flight fino a quando Madison non si fuse con Box adattando la sua fisiologia a quella dell'uniforme e sconfiggendolo grazie a quella parte di Bochs cosciente abbastanza da arrestare l'avanzata di Omega e tenerlo fermo mentre l'amico plasmava un cannone con il quale distruggerlo. Catturati da una sotto-sezione del Dipartimento H, i membri di Alpha Flight furono salvati dall'intervento di Madison e Wolverine prima di essere inviati nello spazio dal quale ritornarono tramite l'intervento della Regina dei Sogni, succube poi sconfitta dal team. Durante questo periodo Madison e Heather intrecciarono una relazione e si fidanzarono al loro ritorno sulla Terra dopo aver sciolto il gruppo. Tuttavia le macchinazioni della Regina dei Sogni prima e della strega Llan dopo, costrinsero il team a riunirsi lasciando ai due poco tempo da vivere assieme. Impegnati nello scontro finale con la Regina, Diamond Lil rientrò nella vita di Madison e collaborò a sconfiggerla prima di rivelare di essere entrata nel nuovo supergruppo ufficiale canadese, Gamma Flight. La scoperta che Guardian fosse ancora in vita portò allo scioglimento del fidanzamento con Heather e quando Alpha Flight riguadagnò lo status di team ufficiale, Madison combatté a fianco di Lil supportandola anche quando scoprì l'esistenza di un nodulo sul seno che, a causa della sua fisiologia indistruttibile, non poteva essere sottoposto a biopsia. Riuscito a procurarsi un'arma aliena e modificatala provò che il nodulo era benigno e confessatisi i reciproci sentimenti si sposarono ritirandosi dall'attività supereroistica. Tuttavia, dopo un breve periodo di tempo il progetto Alpha Flight fu nuovamente riattivato con a capo James Hudson che propose a Madison di rientrare in squadra, cosa che fece con grande piacere anche se contro il parere di Lil. Durante la prima missione fu però rapito dall'organizzazione criminale Zodiac e condizionato prima di essere affiancato da una versione modificata del robot Box; contemporaneamente, Lil venne rapita dal neo Dipartimento H e sottoposta a tutta una serie di esperimenti. Dopo che Alpha Flight li ebbe salvati entrambi, furono catturati dalla nuova versione del programma Arma X e trasferiti al campo di sterminio mutante di Neverland dove Madison fu condizionato e reso parte dello staff. Dopo che il vice-direttore Brent Jackson diede vita ad una rivolta per prendere il potere, Madison riuscì a salvare la vita di Aurora e del direttore del progetto Malcolm Colcord e a fuggire dal campo.
Dopo gli eventi di House of M e la decimazione, Madison fu uno dei pochi mutanti che mantennero i propri poteri.

### X-Club
Nascosto in un bunker, Madison fu raggiunto da Bestia, Angelo e Dr. Nemesis e arruolato nel team di scienziati con il compito di scoprire e invertire le cause del malfunzionamento del gene X. Fuggiti nel bunker nel quale si nascondeva delle macchine da lui create e che ormai gli avevano dichiarato guerra, Madison e l'X-Club reclutano il Dr. Yuriko Takiguchi prima di tornare alla base degli X-Men a San Francisco e incontrare Kavita Rao, ultimo membro del team.

## Poteri e abilità
L'abilità di Madison consiste nel rimodellamento telecinetico di metallo, plastica e vetro in qualsiasi forma desideri. Oltre a ciò è dotato, per natura, di una grande intelligenza che ne ha decretato il successo nel campo scientifico.